# ATP Jakarta
Il Jakarta Open è stato un torneo maschile di tennis giocato a Giacarta in Indonesia.
L'evento si è giocato dal 1993 al 1996 su campi in cemento.

## Albo d'oro

### Singolare
| Anno      | Vincitore      | Finalista         | Punteggio     |
| --------- | -------------- | ----------------- | ------------- |
| 1996      | Sjeng Schalken | Younes El Aynaoui | 6-3, 6-2      |
| 1995      | Paul Haarhuis  | Radomír Vašek     | 7-5, 7-5      |
| 1994      | Michael Chang  | David Rikl        | 6-3, 6-3      |
| 1993      | Michael Chang  | Carl-Uwe Steeb    | 2-6, 6-2, 6-1 |
| 1975-1992 | Non disputato  |                   |               |
| 1974      | Onny Parun     | Kim Warwick       | 6-3 3-6 6-4   |
| 1973      | John Newcombe  | Ross Case         | 7-6 7-6 6-3   |

### Doppio
| Anno      | Vincitori                        | Finalisti                               | Punteggio     |
| --------- | -------------------------------- | --------------------------------------- | ------------- |
| 1996      | Rick Leach / Scott Melville      | Kent Kinnear / Dave Randall             | 6-1, 2-6, 6-1 |
| 1995      | David Adams / Andrej Ol'chovskij | Ronald Agénor / Shūzō Matsuoka          | 7-5, 6-3      |
| 1994      | Jonas Björkman / Neil Borwick    | Jorge Lozano / Jim Pugh                 | 6-4, 6-1      |
| 1993      | Diego Nargiso / Guillaume Raoux  | Jacco Eltingh / Paul Haarhuis           | 7-6, 6-7, 6-3 |
| 1975-1992 | Non disputato                    |                                         |               |
| 1974      | Ismail El Shafei / Roscoe Tanner | Jürgen Fassbender / Hans-Jürgen Pohmann | 7-5, 6-3      |
| 1973      | Mike Estep / Ian Fletcher        | John Newcombe / Allan Stone             | 7-5, 6-4      |